# Distrito de Reque
El distrito de Reque es uno de los veinte que conforman la provincia de Chiclayo, ubicada en el departamento de Lambayeque en el Norte del Perú. 
Desde el punto de vista jerárquico de la Iglesia católica, forma parte de la diócesis de Chiclayo.

## Historia
Antes de la llegada de los españoles al Tawantinsuyo, Reque pertenecía al señorío de Callanca o Chuspo, con la llegada de los españoles en 1532 a tierras lambayecanas era cacique de Reque Xancol Chumbi.
Como distrito Reque nace  el 12 de noviembre de 1823, fecha en que fue promulgada la Primera Constitución Política del Perú la misma que determinó la creación de departamentos, provincias y distritos, de esta forma la antigua parroquia colonial se convirtió en el distrito.
Por ley N.º 798 del 4 de noviembre de 1908, Reque fue elevado al rango de Villa, durante el gobierno dictatorial de Augusto B. Leguía y correspondiéndole la elevación a la categoría de ciudad según Ley N.º 26257 dado por el Congreso Constituyente Democrático promulgado por el presidente constitucional Alberto Fujimori, el 2 de diciembre de 1993, en el gobierno local de David Chirinos Hurtado.
Ubicada a 11,5 km del parque principal de Chiclayo a 22 m s. n. m..
En el sur de la ciudad de Chiclayo en 1952, el Concejo Distrital de Reque pone en venta los terrenos del fundo Chacupe y alquila al Jockey Club, por 30 años, los terrenos para el hipódromo, creándose así a sus alrededores el barrio de La Victoria Vieja, el cual se transformaría en uno de los grandes barrios populares de la ciudad con el nombre de "La Victoria Nueva" y luego pasó a convertirse en otro distrito de Chiclayo, todas las poblaciones de donde fue las fábricas de gaseosas Concordia y la exfábrica "Perulac" con los barrios "Muro y Diego ferré" y lo que hoy son las urbanizaciones "Federico Villarreal y Santa Victoria" pertenecieron esas tierras a Reque. Con este crecimiento inorgánico de Chiclayo se sobrepasaron los límites de expansión propuestos por el Plan Director de 1954.
Sus tierras llegaban hasta lo que es hoy Chiclayo (Campodónico, Suazo, San Antonio, Muro, Pueblo Chino, y el distrito de La Victoria), habiéndose reducido grandemente por la expansión urbana y otras causas.
Según el plan director, en el siglo XXI está contemplado para un crecimiento de una integración urbanística ecológica de la ciudad de Chiclayo.

## Geografía

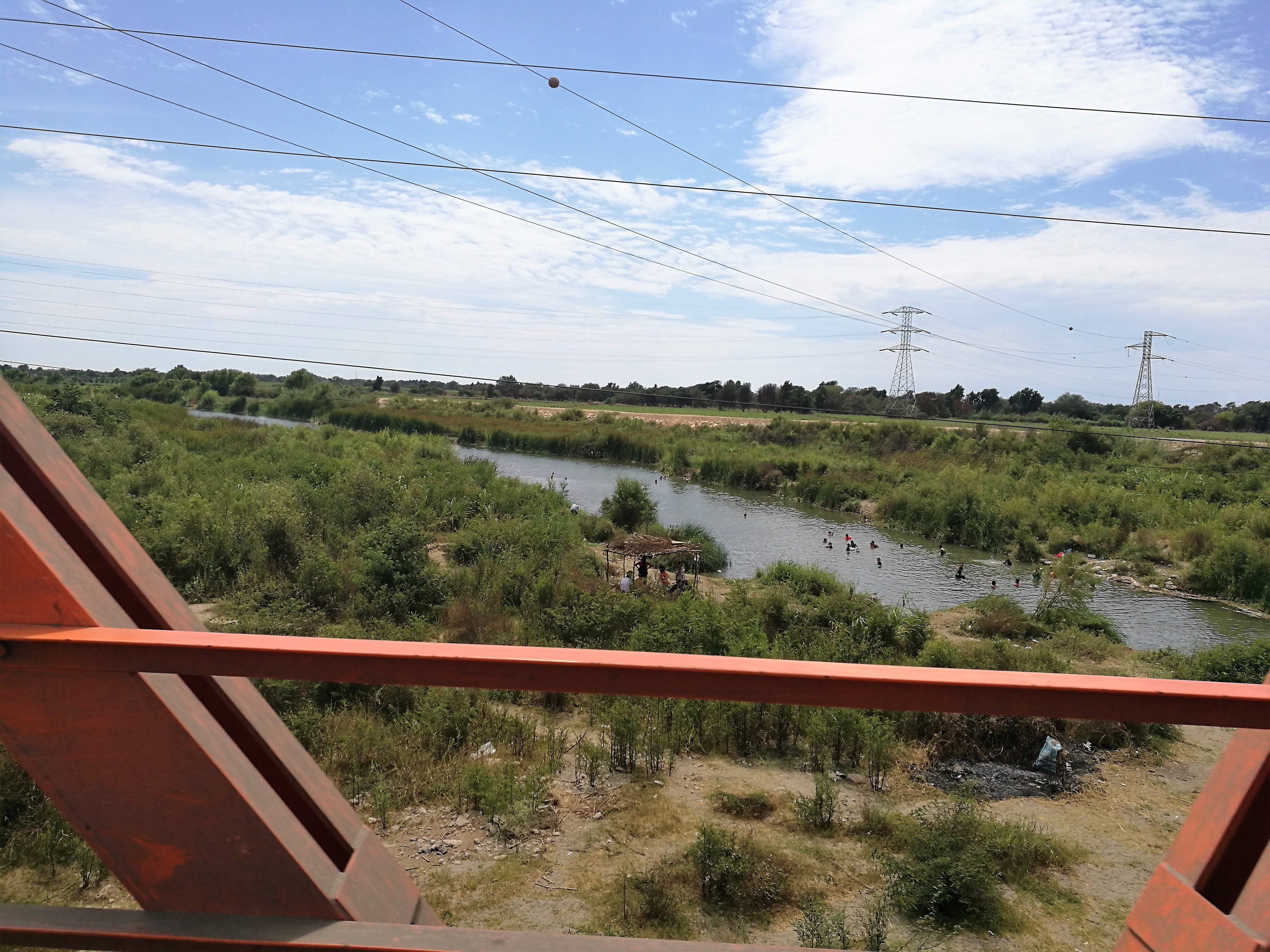
El puente sobre el río Chancay de la carretera PE-1N (Panamericana Norte) a la salida de Reque.

Abarca una superficie de 47,03 km².

### Relieve
Es mayormente llano, con ligeras ondulaciones, se destaca la Pampa de Reque, de naturaleza desértica, además de muchas dunas y una extensa playa fluvial hacia el lado norte. Otros cerros son Cabeza de Mono, Chipayal y Reque.Siete Techos, La Toma un reservorio de agua, entre otros son los lugares turísticos más representativos.

### Clima
El clima del distrito es bastante renombrado por sus características primaverales. Tiene un clima predominantemente subtropical.
Las precipitaciones son escasas al igual que en el resto de la costa central, sin embargo esto cambia por la presencia del fenómeno de “El Niño” que causa copiosas lluvias con características torrenciales.

### Recursos naturales
Presenta suelos aptos para el cultivo agrícola, además de tierras eriazas.
La flora y fauna es la que corresponde a la riberas de un río, destacándose: chilco, totora, sauce, chopes, zapote, alfalfa, maíz, tomate, etc.

## Demografía

### Centros poblados

#### Urbanos
- Reque (8 935 hab.)[2]
- Nuevo Reque (2 434 hab.)
- Las Delicias (1 951 hab.)

#### Rurales
- Miraflores (459 hab.)
- Rama Repeptor (363 hab.)
- La Clake (352 hab.)
- Potrero (356 hab.)
- Montegrande (287 hab.)
- Puerto Arturo (250 hab.)
- La Calera II (171 hab.)
- Siete Techos (132 hab.)
- Las Casuarinas (101 hab.)

#### Caseríos
- La Clake Sur (96 hab.)
- Magnal (77 hab.)
- Nuevo Paraíso (70 hab.)

## Autoridades

### Municipales
2023 -2026
- Alcalde: Manuel Oswaldo Neciosup Rivera, del partido político Renovación Popular.
- Regidores: Hugo Baldemar Campos Requejo (Renovación Popular), Vielka Aracely Tello Esquives (Renovación Popular), Felix Cardoza Martinez (Renovación Popular), Ysabel Del Milagro Rodríguez Yncio (Renovación Popular), Carol Azucena Galindo Baca (Avanza País).

- 2019 -2022
- Alcalde: Julio César Huerta Ciurlizza, del Partido Alianza para el Progreso (APP).
- Regidores: Daniel Julca Paz (APP), Percy Mauro Díaz Servigon (APP), Héctor Wilson Gamarra Carlos (APP), Erika Pamela Gamonal Vásquez (APP), Félix Jose Ayesta Chiscul (Podemos Perú).

- 2015-2018[3]
  - Alcalde: Junior Vásquez, del Movimiento Unidad vecinal por Reque (UVxR).
  - Regidores: Ada Yudi Ríos Quezada (UVxR), Francisco Galindo Díaz (UVxR), César Díaz Burga (UVxR), Paúl Smith García Bello (UVxR), Paúl Edgardo Arrunátegui Ramírez (Alianza para el Progreso).
- 2011 -2014
  - Alcalde: Julio César Huerta Ciurlizza, del Partido Alianza para el Progreso (APP).[4]
  - Regidores: Ricardo Eleodoro Vásquez Dávila (APP), Daniel Julca Paz (APP), José Luis Matallana Hurtado (APP), Mary Silvia Coronel Gutiérrez de Barturén (APP), Dante Samillán Rodríguez (Acción Popular AP).
- 2007 - 2010
  - Alcalde: Luis Felipe Meléndez León.

### Policiales
- Comisaría 
  - Comisarioː Capitán PNP Johann Gonzales Agurto.[5]

### Religiosas
- Diócesis de Chiclayo[6]
  - Obispo de Chiclayo: Mons. Guillermo Antonio Cornejo Monzón, S.E.[7]
- ̈Parroquia San Martín de Tours[8]
  - Párrocoː Rev. P. Angel Peña Flores
  - Vicario parroquialː P. Mario Miguel Gonzáles Gavidia

## Festividades
- 6 de enero - Bajada de Reyes
- Marzo/abril - Semana Santa
- 11 de mayo - Fiesta de medio año de San Martín de Tours
- 15 de mayo - San Isidro El Labrador (santo patrón de los agricultores)
- 6 de junio - Corpus Christi
- 7 de junio - Señor de Huamán
- 15 de julio - Virgen del Carmen
- 30 de agosto - Santa Rosa de Lima
- 24 septiembre - Virgen de las Mercedes
- 18 de octubre - Señor de los Milagros
- 1 de noviembre - Día de todos los Santos
- 2 de noviembre - Día de los Difuntos
- 11 de noviembre - San Martín de Tours
- 25 de diciembre - Navidad

## Cultura

### Música
Reque, es conocido como "Cuna de Músicos" por ser la ciudad natal de muchos y muy destacados ejecutantes y compositores musicales de renombre a nivel regional y nacional entre los cuales destaca quien en vida fuera José Deciderio Incio designado como maestro de maestros por su extensa obra, entre las que destaca la conocida marinera “Mi Recanita”, y por su labor didáctica como formador de las nuevas generaciones. 
Es de esta hermosa tierra, el gran maestro José Domingo Arbulú Zapata "patuco" denominado "El primer banjista del Perú" por su trayectoria ejecutante del banjo al que le dio una afinación peculiar (La-Mi-Si-Fa# siendo "La" la primera cuerda) y característica denominada "Banjo Tenor". Además de tocar el banjo tocaba el tiple (guitarra pequeña de 4 cuerdas) y la batería. Formó parte del reconocido grupo criollo y norteño Los Mochicas al que perteneció toda su vida artística hasta que; debido a la diabetes, partió de este mundo el 7 de julio de 1991.
Así también, Reque es cuna y origen de renombradas bandas de músicos, formadas por familias reconocidas como los Incio (La Gran Banda de Reque), Pacherrez, Olivos, Arbulú, etc, que llevan el legado musical recano a nivel nacional.
Actualmente destaca entre otros, el joven cantante y compositor José Martín Nazario Guerrero, conocido como "Jonazg" quien es autor de la marinera "De Reque Soy", marinera que relata las costumbres y vivencias en este, su pueblo natal.

## Símbolos

### Himno a Reque
CORO
Siempre altivos y al frente, recanos
Nuestro pueblo es eterno bastión
Son esencia sus vientos peruanos
Reque es pueblo de gran tradición
ESTROFAS
Nuestro héroe Diego Ferré
Nos proyecta civismo y honor
y en sus fértiles campos se ve
cultivar Esperanza y Amor
A la meta del triunfo vayamos
con fraterno y sincero ideal
nuestras miras de buenos recanos
deben ser de carácter vital
LETRA: José del Carmen Huerta Medianero
MÚSICA: Gregorio Incio Chiscul